# Luhnau
Die Luhnau ist ein Fluss in Schleswig-Holstein. Sie war ein linker Nebenfluss der Eider. Mit dem Bau des Nord-Ostsee-Kanals wurde sie dort abgetrennt. Seither mündet sie in den Kanal.
Die Luhnau beginnt 2,5 Kilometer südlich der Gemeinde Luhnstedt im Kreis Rendsburg-Eckernförde, der sie ihren Namen gab. Auf den ersten Kilometern, in den sie sich Richtung Norden fließt, verläuft sie häufig verrohrt unter Feldern. Bei Luhnstedt wechselt sie die Fließrichtung Richtung Nordwesten. Ihre Mündung in den Nord-Ostsee-Kanal liegt am Rande des Naturschutzgebietes „Spülflächen Schachtholm“. Die frühere Mündung in die Eider befindet sich etwa 2 Kilometer entfernt. Der abgetrennte Abschnitt ist als Graben noch vorhanden. Nebengewässer sind Barlau, Holtdorfer Au und Krambek.
Der Fluss wurde 1339 Lunowe genannt, im 17. Jahrhundert Luenow. Der Name stammt vermutlich aus dem Altsächsischen und bedeutet „Sumpf-Bach“.
Nach der  Landesverordnung zur Durchführung des Landesfischereigesetzes von 2008 des Landes Schleswig-Holstein gehört die Luhnau zum Fischereibezirk Flussgebietseinheit Eider (Einzugsgebiet Nordsee). Zuständig für die Luhnau ist der Wasser- und Bodenverband Luhnau, der beim Amt Nortorfer Land angesiedelt ist. Der Nord-Ostsee-Kanal gehört zur Flussgebietseinheit Elbe.

## Bilder

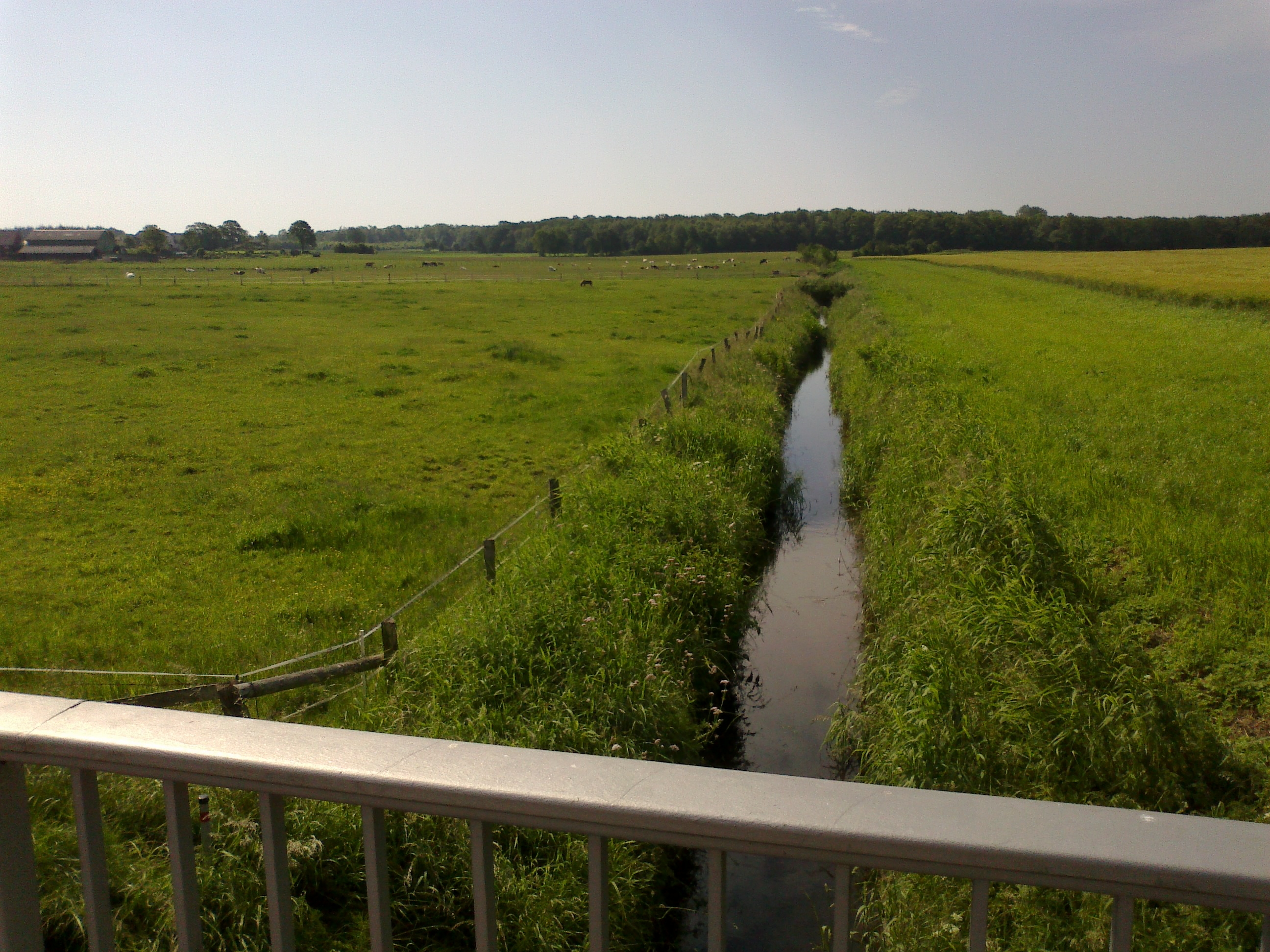
Oberlauf der Luhnau an der Brücke in Luhnstedt
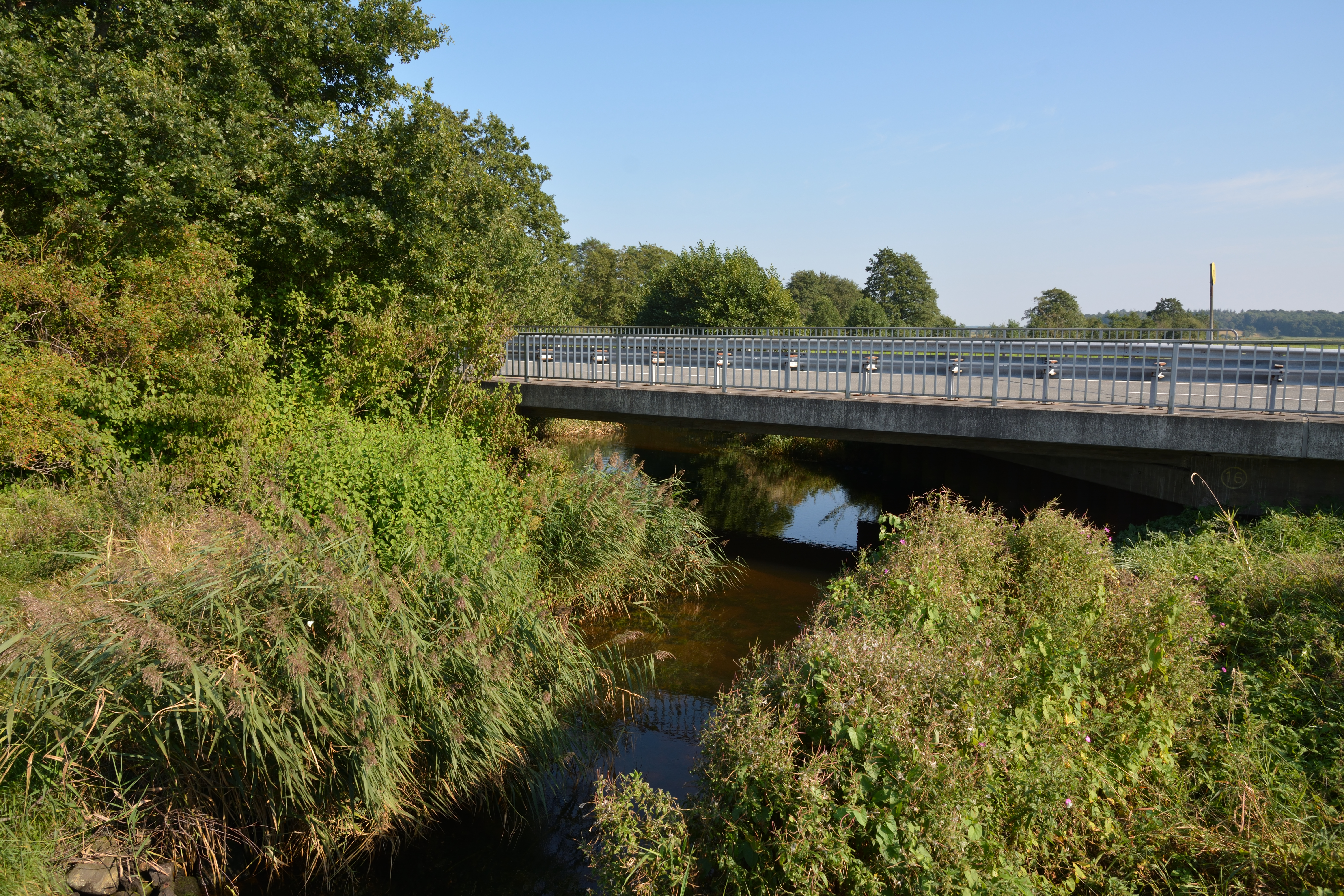
Die Luhnau an der Kreisstrasse 27 am Nord-Ostsee-Kanal